# Phare de Corsewall
Le phare de Corsewall est un phare situé sur Corsewall Point proche de Stranraer, dans le comté de Dumfries and Galloway dans le sud-ouest de l'Écosse. Il marque le passage entre le Canal du Nord et la mer d'Irlande.
Il est maintenant protégé en tant que monument classé du Royaume-Uni de catégorie A.
Ce phare est géré par le Northern Lighthouse Board (NLB) à Édimbourg, l'organisation de l'aide maritime des côtes de l'Écosse.

## Histoire
En 1814, une demande avait été faite pour l'installation d'un phare sur Corwall Point. Une étude fut faite par l'ingénieur de la NLB et la solution serait d'installer un phare à l'entrée de Loch Ryan et aussi un sur Point of Ayre à l'île de Man. Mais Robert Stevenson, ingénieur de la NLB mit en chantier la réalisation d'une station sur Corsewall Point.
Le phare fut mis en service en 1817. Mais cette année-là, le gardien principal à Corsewall fut signalé pour incompétence après s'être endormi durant le service laissant la lumière s'arrêtre durant une certaine période. Il a été suspendu et rétrogradé comme gardien assistant au phare de Bell Rock.
En novembre 1970 le Concorde, lors d'un vol d'essai, aurait brisé des vitres sur le phare. Les vols ultérieurs ne l'ont plus affecté.
Le phare de Corsewall a été automatisé en 1994. Seule la tour est toujours entretenu par les bureaux de la NLB d'Edimbourg. Le reste de la station a été reconverti en hotel et exploité par Corsewall Lighthouse Hotel

### Lien connexe
- Liste des phares en Écosse